# 东京工艺大学女子短期大学部
东京工艺大学女子短期大学部（日语：／ Tōkyō Kōgei Daigaku Joshi Tanki Daigakubu *）是过去一所位于日本神奈川县厚木市的私立短期大学。

## 概要

### 简介
- 短期大学为于1982年开办、由学校法人东京工艺大学经营。招生到2002年、停办于2005年[1]

### 历史
- 1982年 东京工艺大学女子短期大学部成立并同时设置秘书科。
- 2001年 秘书科变更为商务信息学科。
- 2002年 最后一年招生、次年停止招生（正式停办于2005年7月29日[1]）。

### 宪章
- 请参看东京工艺大学女子短期大学部的标志（页面存档备份，存于） （日語） 2015年1月20日阅览。

## 学校环境
- 校区：在了神奈川县厚木市[注 1]

## 历任校长
- 菊池真一：第一代短期大学校长[2]。

## 组织

### 学科
- 商务信息学科

### 专科
| - 没有 |

### 业余课程
| - 没有 |

## 知名校友
- 神尾叶子：漫画家
- 中村あずさ：演员

## 相关链接
- 日本短期大学列表
- 东京工艺大学短期大学部